# Tendinitis
Tendinitis, takođe poznat kao tendinopatija, je stanje koje karakteriše upala tetiva izazvana preteranom upotrebom, povredama ili drugim medicinskim stanjima. Tetive su čvrsto, elastično vezivno tkivo koje povezuje mišiće sa kostima, omogućavajući pokrete i stabilnost zglobova. Kada su tetive nadražene ili oštećene, može doći do upale i bola, što se naziva tendinitis.

## Simptomi
Simptomi tendinitisa mogu uključivati:
- Bol u području zahvaćene tetive, koji se može pogoršati pokretom ili pritiskom.
- Oticanje ili osetljivost oko pogođene tetive.
- Poteškoće u kretanju zglobova povezanih sa oštećenom tetivom.
- Slabost mišića u pogođenom području.

## Uzroci
Tendinitis može biti posledica različitih uzroka, uključujući:
- Pretjeranu ili ponavljajuću upotrebu određenog mišića ili tetive, uključujući sportske aktivnosti ili radne zadatke.
- Povrede ili traume, poput udaraca ili padova koji utiču na tetivu.
- Anatomske nepravilnosti ili disbalans mišića koji mogu izazvati povećani stres na određenim tetivama.
- Starosno doba, jer starenjem tetive gube elastičnost i postaju manje otporne na povrede.
- Određeni medicinski uslovi kao što su artritis ili metabolički poremećaji.

## Dijagnoza i lečenje
Dijagnoza tendinitisa obično uključuje fizički pregled, medicinsku anamnezu i, u nekim slučajevima, dodatne pretrage poput rendgenskih snimaka ili magnetske rezonance (MRI). Lečenje tendinitisa može uključivati:
- Odmor i izbegavanje aktivnosti koje izazivaju bol kako bi se omogućilo tetivama da se oporave.
- Primena leda na pogođeno područje kako bi se smanjila upala i bol.
- Korišćenje protivupalnih lekova ili analgetika radi ublažavanja simptoma.
- Fizikalna terapija koja uključuje vežbe jačanja mišića i istezanje kako bi se poboljšala fleksibilnost i funkcija pogođene tetive.
- U nekim slučajevima, injekcije kortikosteroida ili terapija udarnim talasima mogu se koristiti za ublažavanje upale i podsticanje regeneracije tkiva.
- U retkim slučajevima, kada konzervativne metode ne uspeju, hirurška intervencija može biti potrebna za popravku povređene tetive.

## Prevencija
Prevencija tendinitisa može uključivati:
- Postepeno povećavanje intenziteta i trajanja aktivnosti kako bi se smanjio rizik od preteranog naprezanja tetiva.
- Korišćenje pravilne tehnike tokom sportskih aktivnosti i radnih zadataka kako bi se smanjio stres na tetive.
- Redovno istezanje i jačanje mišića kako bi se održala njihova fleksibilnost i stabilnost.
- Korišćenje odgovarajuće opreme i obuće koja pruža podršku i zaštitu tokom aktivnosti.

Tendinitis je uobičajeno stanje koje može uticati na ljude svih dobnih grupa, ali pravilna dijagnoza, lečenje i prevencija mogu pomoći u upravljanju simptomima i sprečavanju ponovnih povreda tetiva.